# Abutilon abutiloides
Abutilon abutiloides är en malvaväxtart som först beskrevs av Nikolaus Joseph von Jacquin, och fick sitt nu gällande namn av Christian August Friedrich Garcke. Abutilon abutiloides ingår i släktet klockmalvor, och familjen malvaväxter. Inga underarter finns listade i Catalogue of Life.